# كايا سكوديلاريو
كايا روز سكوديلاريو ديفيس (بالإنجليزية: Kaya Scodelario)‏ (ني همفري؛ ولدت في 13 مارس 1992)، هي ممثلة بريطانية. أشتهرت لأول مرة بعد مشاركتها في بطولة فيلم بشرات الذي عرض على قناة إي فور خلال الأعوام (2007-2010، 2013)، وحصلت على ترشيحين من جوائز الحوريات الذهبية [الإنجليزية] عن تجسيدها لشخصية إفي ستونيم. تولت أدوارًا رئيسية في مجموعة متنوعة من الأفلام مثل مرتفعات ويذرنج (2011)، عداء المتاهة (2014)، قراصنة الكاريبي: الرجال الأموات لا يحكون حكايات، الزحف (2019)، ريزدنت إيفل: مرحبا بكم في مدينة الراكون (2021)، في عام 2024، لعبت دور البطولة في المسلسل الكوميدي الأكشن The Gentlemen.

## الأعمال

### أفلام
| السنة | الفيلم                                          | الدور               |
| ----- | ----------------------------------------------- | ------------------- |
| 2009  | قمر                                             | ايفا بيل            |
| 2010  | صراع الجبابرة                                   | بيشيت               |
| 2012  | الآن أفضل                                       | زوي ووكر            |
| 2014  | عداء المتاهة                                    | تيريزا              |
| 2015  | عداء المتاهة: تجارب السكورش                     | تيريزا              |
| 2017  | قراصنة الكاريبي: الرجال الأموات لا يحكون حكايات | كارينا سميث         |
| 2018  | متسابق المتاهة: علاج الموت                      | تيريزا              |
| 2019  | شرير للغاية، صادم للغاية وشرس                   | كارول آن بون        |
| 2019  | الزحف                                           | هالي كيلر           |
| 2021  | ريزدنت إيفل: مرحبا بكم في مدينة الراكون         | كلير ريدفيلد        |
| 2022  | ابنة الملك                                      | ماري جوزيف دالمبيرت |
| 2022  | لا تتركني أذهب                                  | آني                 |

### مسلسلات
| السنة           | العنوان        | الدور      |
| --------------- | -------------- | ---------- |
| 2007–2010، 2013 | بشرات          | إفي ستونيم |
| 2024–           | السادة الأفاضل | سوزي غلاس  |

## روابط خارجية
- كايا سكوديلاريو على موقع IMDb (الإنجليزية)
- كايا سكوديلاريو على موقع ميتاكريتيك (الإنجليزية)
- كايا سكوديلاريو على موقع روتن توميتوز (الإنجليزية)
- كايا سكوديلاريو على موقع قاعدة بيانات الأفلام العربية
- كايا سكوديلاريو على موقع ألو سيني (الفرنسية)
- كايا سكوديلاريو على موقع تيرنر كلاسيك موفيز (الإنجليزية)
- كايا سكوديلاريو على موقع أول موفي (الإنجليزية)
- كايا سكوديلاريو على موقع قاعدة بيانات الأفلام السويدية (السويدية)
- كايا سكوديلاريو على موقع قاعدة بيانات الفيلم (الإنجليزية)
- كايا سكوديلاريو على موقع كينوبويسك (الروسية)